# Щербиновский, Дмитрий Анфимович
Дми́трий Анфи́мович Щерби́новский (рус. дореф. Дмитрій Анфимовичъ Щербиновскій; 1 [13] января 1867, Петровск, Саратовская губерния — 26 ноября 1926, Москва) — русский портретный и пейзажный живописец, представитель круга так называемых «русских импрессионистов», видная фигура среди петербургских и московских художников времён Серебряного века, педагог. Член Товарищества передвижников (с 1915; экспонент с 1914), преподаватель московских Строгановского училища и ВХУТЕМАС.

## Биография

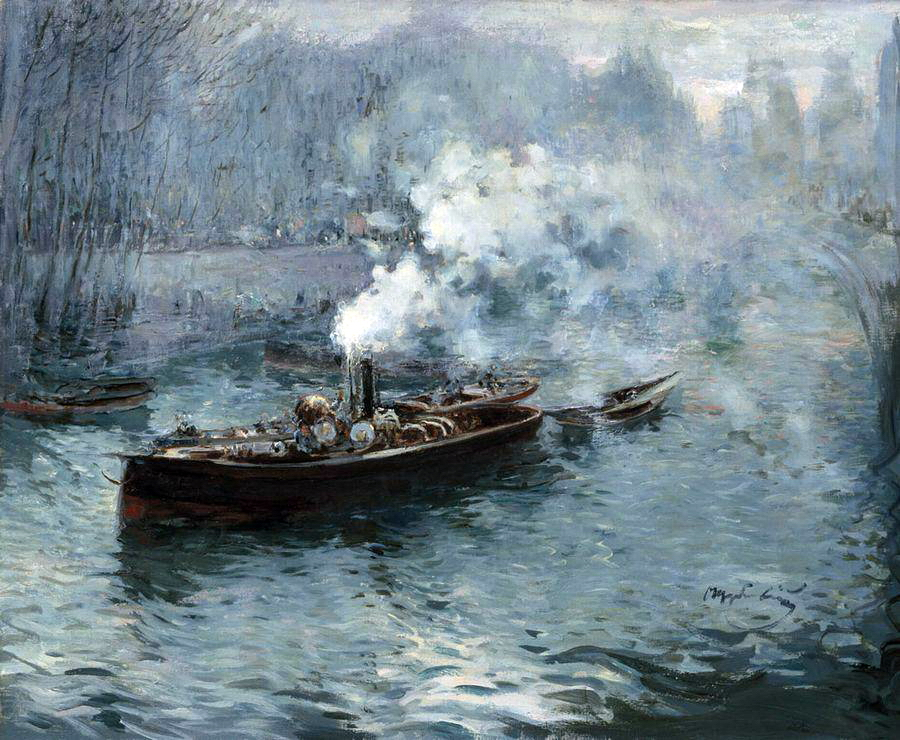
Пароход. 1902. Картон, масло. Рыбинский музей-заповедник

Родился 1 (13) января 1867 года в купеческой семье в уездном городе Петровске, Саратовской губернии. Первоначальное художественное образование получил во время учёбы в Саратовском Александро-Мариинском реальном училище у В. В. Коновалова.
По настоянию родителей в 1885 году поступил на юридический факультет Императорского Московского университета, который окончил в 1891 году. Во время учёбы в университете посещал рисовальные вечера В. Д. Поленова, который настоятельно рекомендовал Щербиновскому продолжить художественное образование.
В 1891 году поступил в Императорскую Академию художеств в класс П. П. Чистякова; после реформы 1893 года — студент вновь учреждённого Высшего художественного училища по мастерской И. Е. Репина. 30 октября 1896 года за выпускную картину «Комната присяжных поверенных во время перерыва» получил звание художника и право на заграничное пенсионерство.
С 1898 года, в качестве пенсионера Императорской Академии художеств, обучался в Париже в Академии Родольфо Жюлиана у Тони Робер-Флёри.
Возвратившись в 1900 году Санкт-Петербург, преподавал в студии княгини М. К. Тенишевой, с 1904 вместе с К. К. Первухиным в Строгановском училище (с 1918 года Первые Свободные государственные художественные мастерские). За преподавательскую деятельность награждён орденом Святой Анны 3-й степени.
С 1914 — экспонент, с 1915 — член Товарищества передвижных художественных выставок, участвовал в XLII и с XLIV по XLVI выставках Товарищества.
Преподавал на Пречистенских рабочих курсах (Рабфак и Практический институт), в Mocковском кустарно-художественном техникуме, состоял в Согласии художников Москвы «Изограф», Совете Профессионального союза художников-живописцев Москвы.
Умер 26 ноября 1926 года в Москве; похоронен на Новодевичьем кладбище.

## Отзывы современников о творчестве художника
|             | Щербиновского очень украшает его недюжинная интеллигентность, талант и эта гибкость культурного человека. |
| И. Е. Репин | |

|               | Он действительно работает целый день и делает такие неимоверные успехи, что завидно… Теперь я думаю, что он не забудется и натворит много чудес, притом будет творить их долго. |
| И. Э. Грабарь | |

|             | Он был очень образованным человеком и замечательным оратором. Я у него учился рисунку, он был прекрасным педагогом, но, несмотря на то, что в прошлом дружил с Коровиным, Серовым и Врубелем, непримиримо относился ко всему новому, даже к Петру Петровичу Кончаловскому, у которого я тогда учился. Машкова, Лентулова, а также Сезанна, Пикассо, Матисса — всех он считал футуристами и не хотел глубоко в этом разбираться. И так как он был очень хорошим рисовальщиком, то первое, в чем упрекал новое искусство — не умеют рисовать, поэтому, и придумывают всякие фокусы, чтобы обратить на себя внимание. С блеском и остроумием Щербиновский умел разнести в пух и прах так называемое левое футуристическое искусство, к которому относился с барским презрением — дурной вкус, пестрятина, детская мазня. |
| А. А. Лабас | |

## Галерея

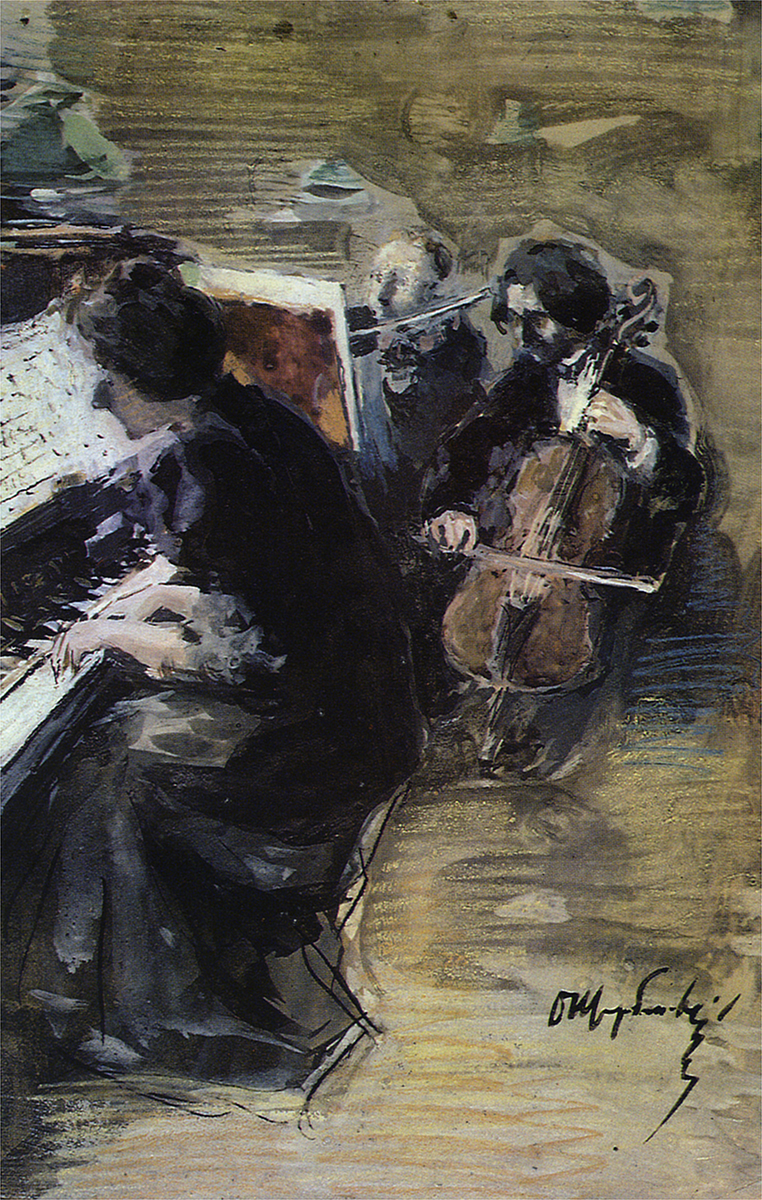
«Трио», (1894), бумага, гуашь — Омский областной музей изобразительных искусств имени М. А. Врубеля.
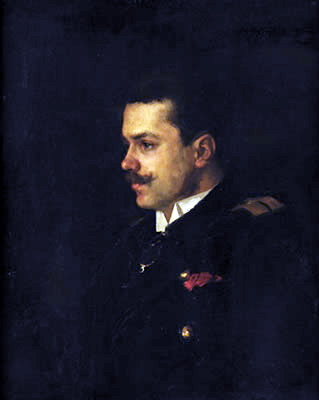
«Профиль офицера», (1895), холст, масло — частное собрание.
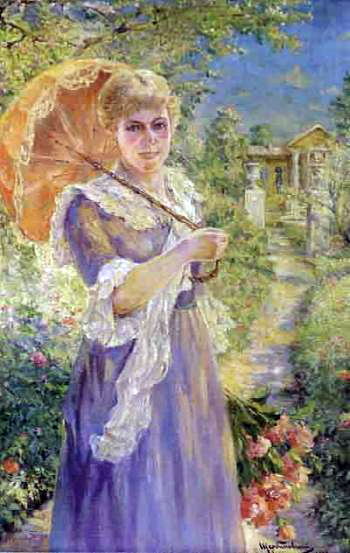
«Дама с зонтиком от солнца», (1899), холст, масло — частное собрание.
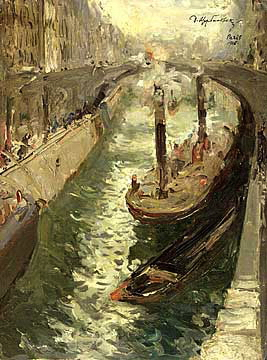
«Канал в Париже», (1900), холст, масло — Луганский областной художественный музей.
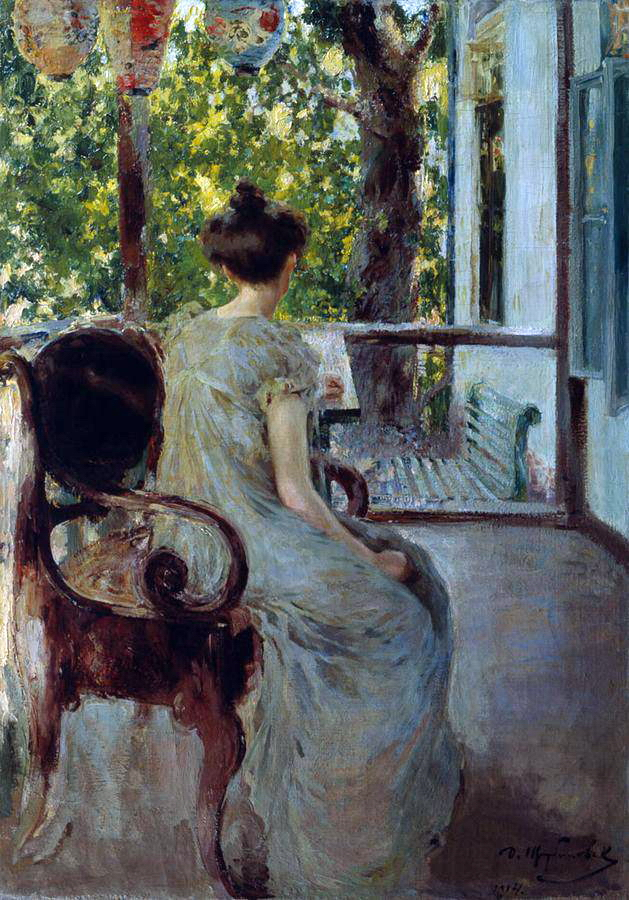
«Ампир», (1904), холст, масло — Омский областной музей изобразительных искусств имени М. А. Врубеля.
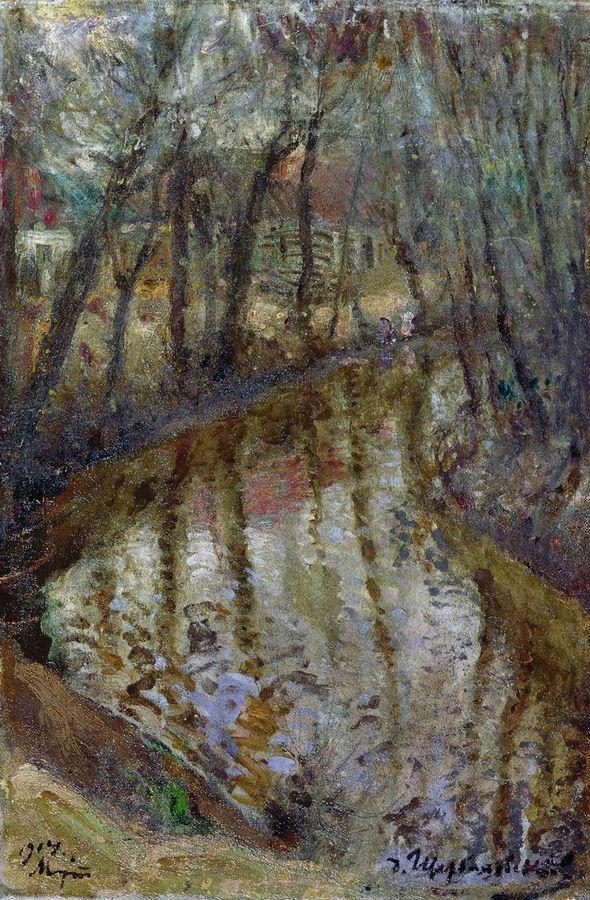
«Март», (1914), холст, масло — Национальная галерея Республики Коми.
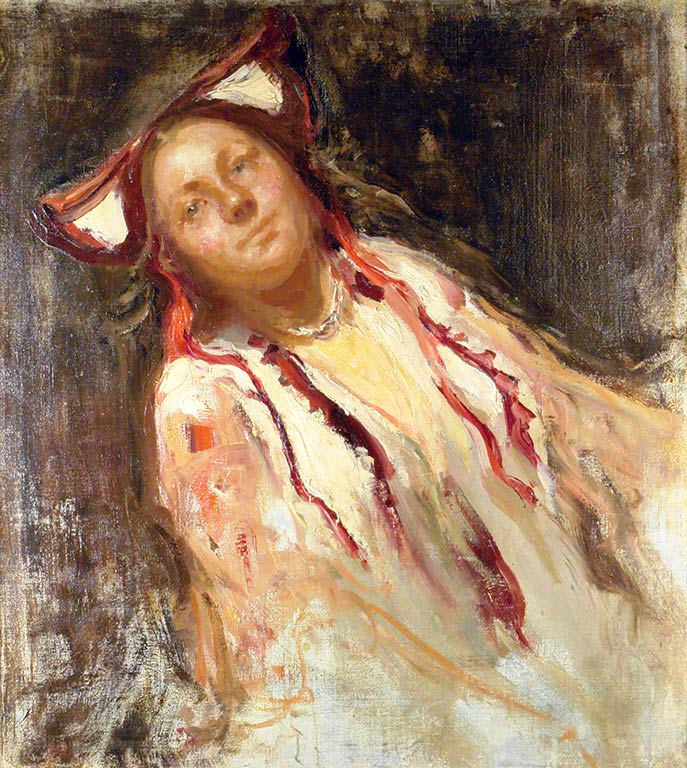
«Девушка-крестьянка», (ранее 1926), холст, масло — Калужский областной художественный музей.
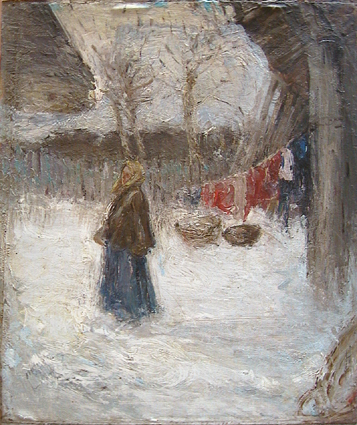
«Бельё и прачка», (1904), картон, масло — Чувашский государственный художественный музей.
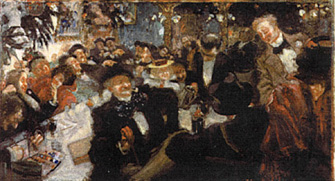
«Кафе в Париже», (1897-1900), холст, масло — Чувашский государственный художественный музей.
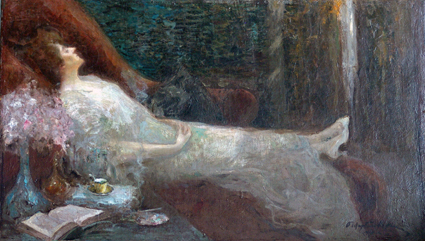
«Портрет актрисы Парижского театра «Гранд опера» Рене», (1897-1900), холст, масло — Чувашский государственный художественный музей.

## Адреса в Санкт-Петербурге
- 6 линия В. О., дом 1, квартира 33[12].